# Вомын (Усть-Вымский район)
 Вомын  — деревня в Усть-Вымском районе Республики Коми в составе сельского поселения  Айкино. 

## География
Расположена на расстоянии примерно 2 км по прямой на юго-запад от районного центра села Айкино.  

## История
Известна с 1782 года как деревня Вомынова с 7 дворами и 44 жителями. Тогда же были отмечены Большая Вомынова (7 дворов и 44 жителя) и Малая Вомынова (4 и 17), позже все деревни слились в одну. В 1916 году отмечен 151 житель, в 1926 35 дворов и 145 жителей, в 1970 112 человек, в 1989 34.

## Население
Постоянное население  составляло 20 человек (коми 88100%) в 2002 году, 8 в 2010 .